# Rivals 2
Rivals 2 es un videojuego de peleas de plataformas, y es una secuela directa de Rivals of Aether (2017). A diferencia de su predecesor, es un juego 2.5D y utiliza modelos 3D—también agrega mecánicas adicionales, incluyendo la capacidad de bloquear y agarrar, mientras que otras mecánicas como el parry regresan de Rivals of Aether.
El juego está planeado para tener mejor contenido para un solo jugador y más orientado a los casuales, comparado con Rivals of Aether, aunque atraer a los jugadores competitivos sea su principal enfoque durante el desarrollo—varias mecánicas fueron añadidas para que el juego se sintiera más familiar para los jugadores veteranos. La secuela está programada para un lanzamiento a finales del 2024 en «tantas plataformas» como sea posible.

## Jugabilidad
Rivals 2 es un juego de peleas de plataformas. Se presenta como un juego 2.5D, utilizando modelos 3D, en lugar de ser un juego 2D con sprites pixelados como su predecesor Rivals of Aether (2017).
El juego añade varias mecánicas nuevas—incluyendo la capacidad de generar un escudo capaz de bloquear ataques, agarrar oponentes, y golpear al oponente durante un agarre con un golpe rápido, fuerte o uno especial que añade un efecto secundario, único de cada personaje. Otras mecánicas incluyen la posibilidad de agarrarse a los bordes del escenario, y atacar estando agarrado a un borde o noqueado en el suelo. Mecánicas como el parry también regresan del primer juego.

### Personajes
Rivals 2 está planeado para salir con 10 personajes. Seis personajes que regresan de Rivals of Aether han sido anunciados, incluyendo a Zetterburn, Ranno, Wrastor, Kragg, Maypul y Clairen. Dos personajes nuevos también fueron anunciados: Fleet, quien apareció previamente como uno de los protagonistas seleccionables del juego spinoff Dungeons of Aether; y Loxodont, quien ha aparecido como un personaje no jugable en el primer juego.

## Desarrollo
Anunciado en abril del 2022, Rivals 2 está planeado para tener mejor contenido para un jugador, comparado con Rivals of Aether, que apunta a permitir a los jugadores casuales pasar a ser jugadores más dedicados, aunque el juego competitivo sea la prioridad de los diseñadores. Su intención es tener el juego listo para ser destacado en Evo.
La incorporación de la mecánica del escudo fue hecha para hacer sentir al juego más familiar para aquellos que jueguen juegos de pelea de plataformas, y el agarre fue añadido para contrarrestar al escudo. La posibilidad de sujetarse a los bordes también fue añadida a Rivals 2 porque los desarrolladores sintieron que el juego se sentiría más familiar para los veteranos, y más accesible para los novatos.

## Promoción y lanzamiento
Rivals 2 fue anunciado el 1 de abril de 2022, durante un «Rivals Direct» anual del día de las bromas. El juego está programado para ser lanzado en 2024, en «tantas plataformas» como sea posible. Un periodo de beta cerrada fue planeado originalmente para el 2023, pero fue atrasado a comienzos de 2024.
En noviembre de 2023, se lanzó una campaña de Kickstarter, buscando financiar 200.000 dólares para incrementar el tamaño del equipo de desarrollo y asegurar un lanzamiento en 2024 para PC. El financiamiento inicial fue alcanzado al poco tiempo de su lanzamiento, y la campaña continuó hasta alcanzar 1,07 millones de dólares, agregando cuatro personajes adicionales al elenco de lanzamiento como objetivos secundarios de la campaña de Kickstarter.